# Miniatur (Spiele)

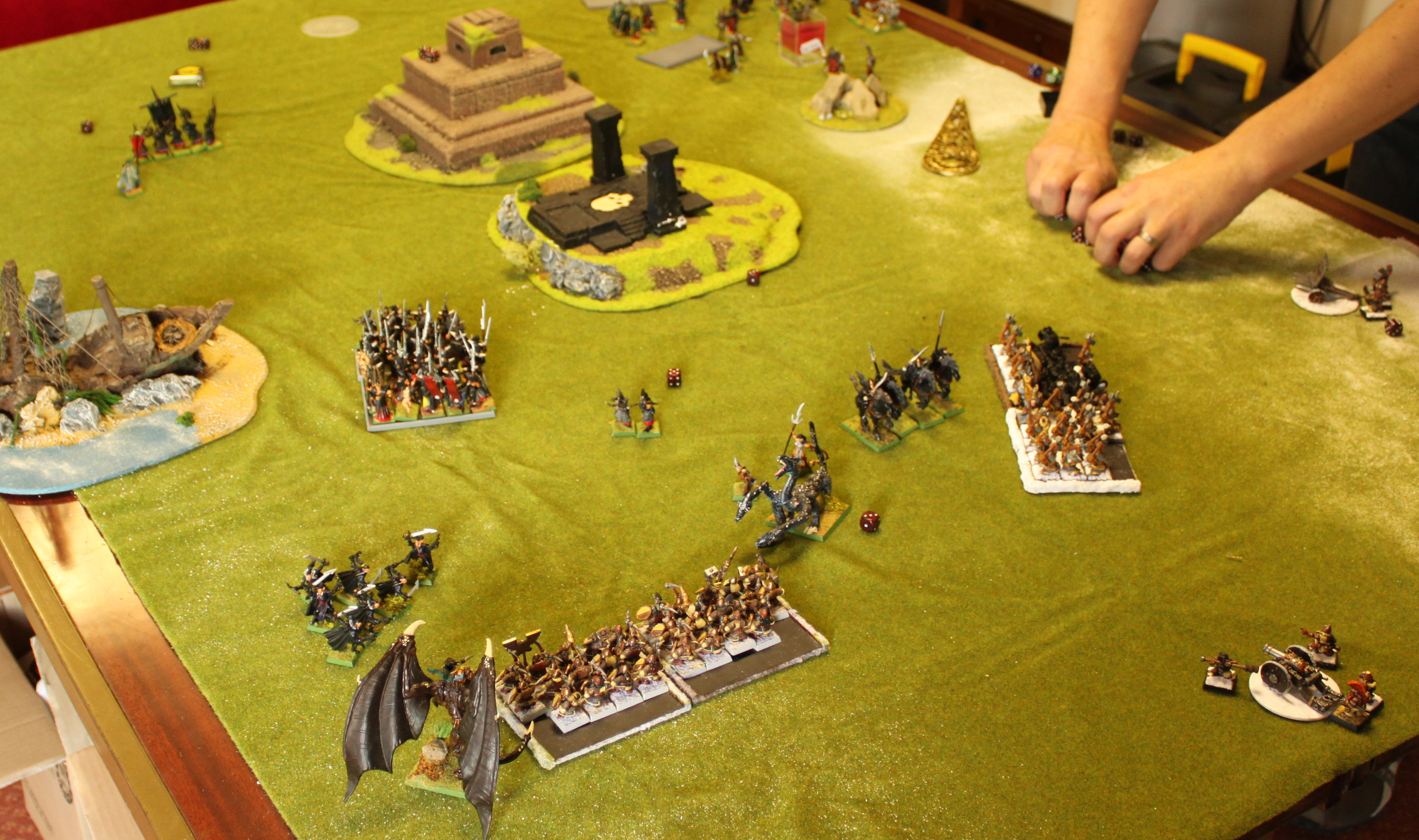
Warhammer Tabletop-Spiel

Miniaturen werden in verschiedenen Arten von Spielen als Spielmaterial eingesetzt. Dazu gehören:
- Tabletop-Spiele
- Pen & Paper-Rollenspiele
- Brettspiele

Zusätzlich gibt es Miniaturen, die ausschließlich zur Bemalung und nicht zum Spielen gedacht sind. Da sich diese Miniaturen aber aus den Miniaturen zum Spielen entwickelt haben, werden sie hier ebenfalls behandelt.
Bei Tabletop-Spielen spielen die Spieler simulierte Schlachten mit maßstabsgetreuen Modellen, den so genannten Miniaturmodellen, um Krieger, Fahrzeuge, Artillerie, Gebäude und Gelände darzustellen. Diese Modelle werden als Miniaturen oder umgangssprachlich als Minis bezeichnet.
Bei Pen & Paper-Rollenspielen werden Miniaturen genutzt, um den Charakter des Spielers auf dem Spielfeld darzustellen. Ursprünglich war Dungeons & Dragons eine Weiterentwicklung des mittelalterlichen Miniaturenspiels Chainmail, mit dem Unterschied, dass jeder Spieler eine einzelne Figur steuerte und eine größere Auswahl an Aktionen zur Verfügung hatte. Die ursprüngliche D&D-Box trug den Untertitel „Rules for Fantastic Miniature Wargames Campaigns Playable with Paper and Pencil and Miniature Figures“ und wurde 1974 veröffentlicht.
Bei Brettspielen werden Miniaturen eine Unterart der Spielfiguren. Dabei sind die Miniaturen aufwändige miniaturisierte Darstellungen der gewünschten Spielfigur während Spielfiguren im Allgemeinen auch abstrakt sein können.

## Materialien

### Tabletop

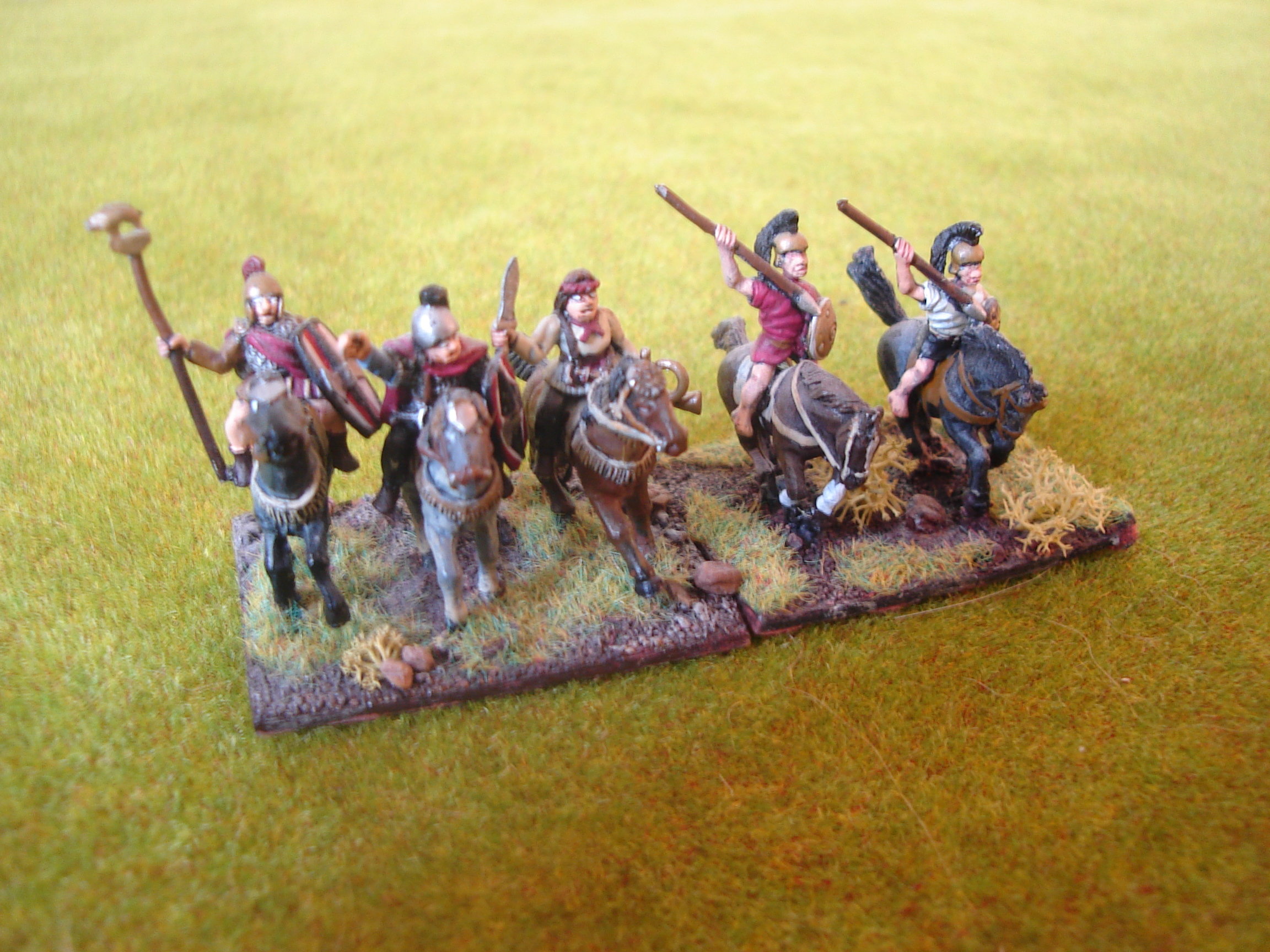
Miniaturen für De Bellis Antiquitatis

Ursprünglich wurden alle maßstabsgetreuen Modelle aus Metall hergestellt. Frühe Modelle, die für Miniatur-Kriegsspiele wie H.G. Wells Little Wars hergestellt wurden, waren hohl gegossen und aus Blei gefertigt. Bei der Herstellung dieser Modelle wurde nicht auf die Bemalung geachtet, obwohl sie bemalt werden konnten, um Streitkräfte und Armeen auf einen Blick unterscheiden zu können. Modelle aus Metall wurden noch viele Jahrzehnte lang hergestellt, wobei die Modelle von Jack Scruby in den 1950er Jahren für die Wiedergeburt des Tabletop-Hobbys verantwortlich waren, die aus Metall hergestellt wurden. Diese wurden von Hand in Ton geformt und dann in eine Form gegossen, um Kopien anzufertigen.
Bis Anfang der 90er Jahre wurden Miniaturen weiterhin aus bleihaltigen Weißmetall-Legierungen hergestellt. Im Jahr 1993 verbot der New Yorker Gesetzgeber aufgrund von Gesundheitsbedenken die Verwendung von Blei in Miniaturen, so dass viele Modellhersteller begannen, bleifreie Weißmetalllegierungen oft zu höheren Preisen zu verwenden, da die Befürchtung weit verbreitet war, dass andere Bundesstaaten ähnliche Vorschriften einführen würden. Obwohl die Gesetzgebung schließlich dahingehend geändert wurde, dass Miniaturen ausgenommen wurden, verwendeten viele Hersteller weiterhin die bleifreien Metalle. Mit zunehmender Verbreitung begannen immer mehr Hersteller, auf bleihaltige Metalle zu verzichten, so dass Blei nur noch selten verwendet wird.
Die Herstellung von Modellen aus Metall hatte ihre Grenzen. Der Preis und die Dichte von Metall machten die Herstellung größerer Modelle teuer und die Miniaturen selbst wurden sehr schwer. Für die Herstellung größerer Modelle wurden manchmal Kunststoffteile mit dem Spritzgussverfahren hergestellt, wie z. B. die Flügel eines großen Drachens, so dass das Modell stehen konnte, ohne dass es gestützt werden musste oder Gefahr lief, unter seinem eigenen Gewicht zu brechen.
Nach der Einführung von Kunststoff in der Miniaturenherstellung begann sich dieser Werkstoff zu verbreiten. Die Hersteller begannen, Modelle als billigere Alternative zu Metall vollständig aus Kunststoff herzustellen. Den frühen Kunststoffmodellen fehlte es oft an gut ausgearbeiteten Details, da die verwendeten weicheren Kunststoffe, wie z. B. Weich-PVC, die Details weniger gut festhielten und die Gussverfahren weniger erfolgreich waren als das etablierte Metallgussverfahren. Aus diesem Grund galten Metallmodelle lange Zeit als den frühen Kunststoffmodellen überlegen.
Mit der Verfeinerung des Gießverfahrens und der Einführung neuerer Kunststoffe verbesserten sich die Details, die in Kunststoff gegossen werden konnten. Kunststoffmodelle wurden immer häufiger eingesetzt, mit hohem Detailgrad hergestellt und als gleichwertige oder höherwertige Premiumprodukte im Vergleich zu Metall verkauft. Viele Unternehmen stellen heute alle oder die meisten ihrer Modelle aus hochwertigem Kunststoff her, häufig aus Polystyrol. Mit der zunehmenden Produktion von Kunststoffmodellen konnten die hergestellten Modelle immer größer und detaillierter gestaltet werden. Während es immer noch üblich ist, eine Vorlage von Hand zu modellieren, um dann eine Form zu gießen, werden Modelle immer häufiger digital modelliert und eine Vorlage im 3D-Druck hergestellt, von der dann die Formen gegossen werden. Dadurch hat sich die Qualität der Details, die modelliert werden können, erheblich verbessert, da feinere Details eingearbeitet werden können. Aufgrund dieser höheren Detailgenauigkeit sind Kunststoffmodelle immer beliebter geworden, da sie einen höheren Standard bei der Bemalung aufweisen und weniger anfällig für Gussgrate oder Gussfehler sind und weniger Vorbereitungen vor der Bemalung erfordern. Kunststoffmodelle bieten auch mehr Möglichkeiten für die Haltung der Modelle, da sie oft in Stücken verkauft werden, die zusammengebaut werden müssen, und nicht in einem einzigen Stück gegossenen Materials. Da Kunststoff wesentlich billiger ist als Metall, kann der Bausatz mehrere Teile enthalten, die zusammengefügt werden können, um mehrere verschiedene Varianten des Modells zu bauen, z. B. könnte ein Bausatz mehrere verschiedene Waffenoptionen bieten.
Trotzdem sind Metallmodelle immer noch weit verbreitet, da der Kunststoffguss für kleinere Hersteller unerschwinglich ist. Das Kunststoffgussverfahren ist für die Massenproduktion billiger, aber in kleinem Maßstab teuer, da die Stahlformen teuer in der Herstellung und Wartung sind. Während also viele größere Hersteller von Metall auf Kunststoff umgestiegen sind, verwenden viele kleinere Hersteller weiterhin Metall.
Manchmal werden Modelle auch in Polyurethanharze gegossen. Kunstharz hat ähnlich dem Kunststoff gegenüber Metall einige Vorteile. Sie sind leichter, so dass größere Modelle hergestellt werden können, können mehr Details gießen und erfordern oft weniger Vorbereitung vor der Lackierung als Metalle. Dies macht Kunstharz zu einer häufigen Wahl für kleinere Hersteller größerer Modelle mit hohem Detaillierungsgrad, die für Ausstellungen oder Wettbewerbe bestimmt sind, wo Kunstharzabgüsse mit den Details von Kunststoffmodellen mithalten können und dennoch für kleinere Produktionslinien erschwinglich sind. Allerdings sind Kunstharze oft spröder als Kunststoffe, und kleine Details können brechen. Daher werden Kunstharzmodelle in kleineren Maßstäben zwar immer noch hergestellt, wenn die Produktionen klein sind, aber die meisten Hersteller bevorzugen Kunststoffe für kleinere und in Massenproduktion hergestellte Modelle.

### Pen & Paper-Rollenspiele
Die Materialien für die Herstellung der Miniaturen sind seit dem ähnlich den Herstellverfahren für Tabletop-Miniaturen.

### Brettspiele

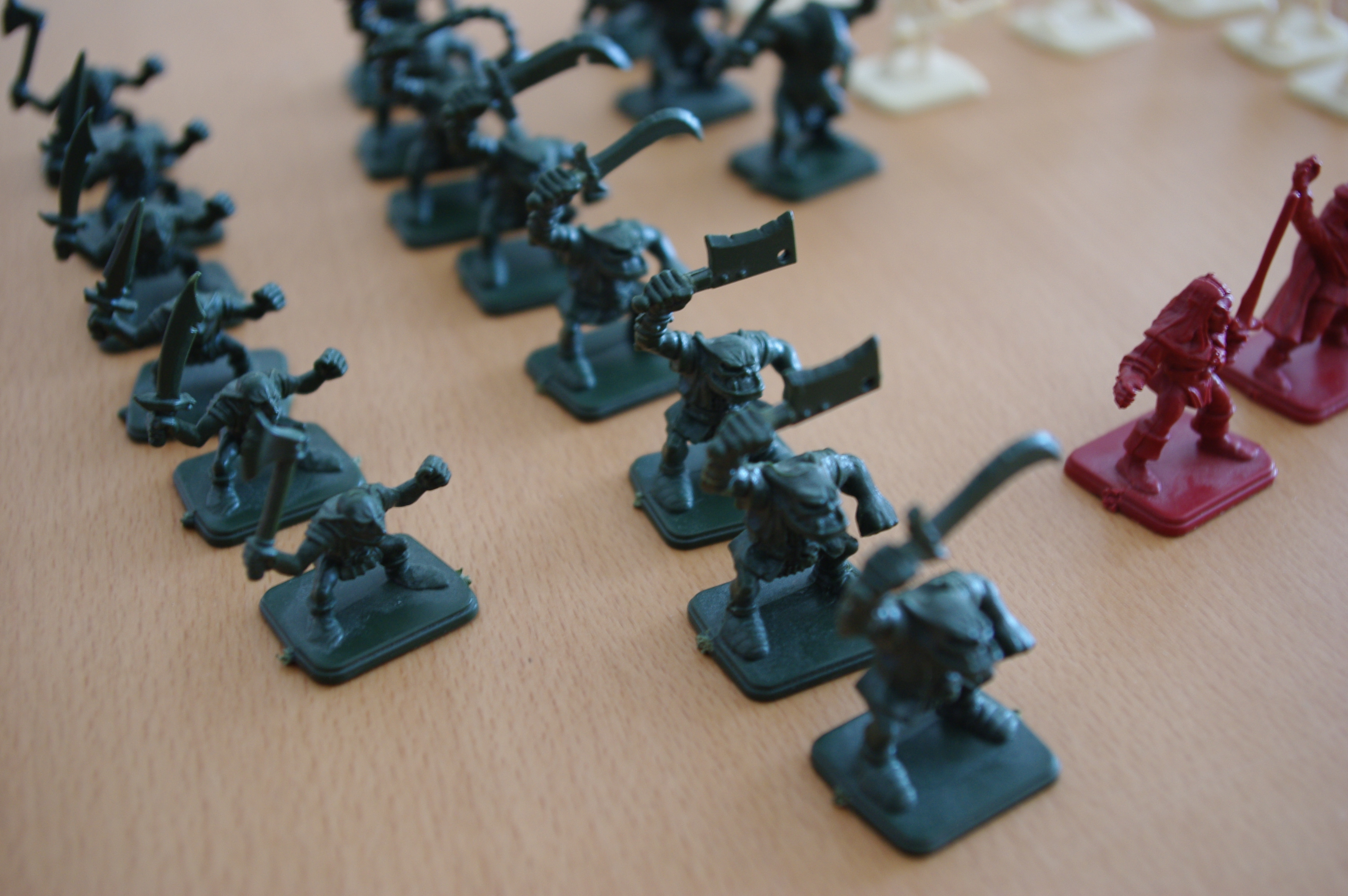
Miniaturen des Dungeon Crawlers HeroQuest

Brettspielminiaturen sind in der Regel so gestaltet, dass sie aus der Spielebox heraus direkt genutzt werden können, ohne dass sie zusammengebaut werden müssen. Daher sind die Miniaturen in Brettspielen oft aus einem Stück gegossen. Zusätzlich dürfen Brettspielminiaturen nicht so teuer sein wie Miniaturen für Tabletop-Spiele. Daher sind sie häufig aus günstigerem PVC. Da die Miniaturen aus einem Stück sind, sind weniger Hinterschneidungen und damit weniger Details möglich.

## Maßstäbe

### Tabletop-Spiele
Die Miniaturen von Tabletops gibt es in verschiedenen Größen und Maßstäben. Am häufigsten verwendet werden Miniaturen der Größe 6 mm, 10 mm, 15 mm, 25 mm, 28 mm, 32 mm und 54 mm, sowie der Maßstäbe 1:87, 1:76, 1:72 und 1:64. Die mm-Anzahl gibt die Größe eines durchschnittlichen Menschenmodells in Millimetern an. Bei klassischen Figuren kann damit allerdings auch die Höhe der Miniatur vom Boden bis zu den Augen gemeint sein, da die meisten historischen Miniaturen Kopfbedeckungen tragen, was zu einer ungenauen Größenangabe führen könnte. Der 6-mm-, 10-mm- und 15-mm-Maßstab wird zumeist für historische Tabletops genutzt, während der 25-mm- und der 28-mm-Maßstab vorwiegend für Fantasy- und Science-Fiction-Tabletops genutzt wird, da er einen höheren Detailgrad der Figuren ermöglicht.
Andere gängige Maßstäbe für Modelle sind 54 mm und 72 mm. Diese sind weniger verbreitet, da nur wenige Spiele Modelle dieser Größe verwenden. Unternehmen, die Modelle in diesen Größen herstellen, sind oft unabhängige Hersteller von Modellen, die als Ausstellungsmodelle gedacht sind. Da diese Modelle nicht oft für Spiele verwendet werden, leiden sie auch nicht so sehr unter der Maßstabsverschiebung. Der größere Maßstab bietet mehr Möglichkeiten für mehr Details, die in kleineren Maßstäben nicht gegossen werden können, und die größere Größe bietet auch mehr Platz für solche Details. Aufgrund der größeren Größe und der höheren Detailgenauigkeit sind diese Maßstäbe oft die erste Wahl für Wettbewerbsmaler, sofern die Größenbeschränkungen dies zulassen.
Oft wird neben dem Maßstab der Zusatz „Heroic scale“ bzw. „True scale“ genannt. „True scale“ bezeichnet hier Modelle mit realistischen Proportionen, während bei „Heroic scale“-Modellen Köpfe, Hände und Waffen (manchmal auch Arme, Beine und Füße) im Verhältnis zum Torso der Miniatur deutlich größer dargestellt werden.

### Brettspiele
Bei Brettspielen gibt es keinen bestimmten Maßstab für Miniaturen.

## Modellieren
Die meisten Miniaturen werden mit Zweikomponenten-Epoxidkitt in der gleichen Größe wie die endgültige Figur von Hand modelliert. Die Komponenten der Modelliermasse werden zusammengemischt, um eine Modellierknete zu schaffen, die innerhalb von 48 Stunden aushärtet. Zu den gängigen Marken gehören Polymerics Kneadatite blue\yellow (in Europa auch als „Grünzeug“ und „Duro“ bekannt), Milliput, A&B, Magic sculpt und ProCreate von Kraftmark.
Vorlagen für Plastikminiaturen wurden früher oft in einem größeren Maßstab modelliert, oft in der dreifachen der gewünschten Größe. Die Vorlage wird mit einem Sensor vermessen, die mit einem Pantografen verbunden ist, der die Maße auf die richtige Größe reduziert und den Cutter antreibt, der die Gussformen herstellt.
Aktuell verbreitet sich die Verwendung von digitalen 3D-Modellen, die von Computerkünstlern erstellt werden. Mit diesen digitalen Modellen wird ein physisches Modell für den Formenbau mit Rapid-Prototyping-Techniken erstellt. Alternativ können sie auch direkt zur Steuerung einer CNC-Maschine verwendet werden, die die Stahlform ausschneidet. Sie können auch einfach die Schritte des Formenbaus überspringen und direkt Miniaturen aus 3D-Modellen herstellen.
Eine neuere Entwicklung ist die Verbreitung von 3d-Druck im privaten Bereich. Kleinere Hersteller bieten häufig nur noch STL-Dateien der Miniaturen an, die dann der Kunde selbst druckt oder sie bei einem 3D-Druck-Dienstleister vor Ort drucken lässt.

## Herstellung
Es gibt drei grundlegende Methoden zur Herstellung von Figuren:
- Schleuder-/Schwerkraftguss
- Kunststoffspritzguss
- 3D-Druck

Die meisten Metall- und Kunstharz-Miniaturen werden im Schleudergussverfahren hergestellt. Größere Modelle aus Kunstharz, wie Gebäude und Fahrzeuge, werden manchmal mit Hilfe der Schwerkraft gegossen, was ein langsameres Verfahren ist. Beim Schwerkraftguss entwickelt ein Modellierer eine Meisterfigur, die dann zur Herstellung von Gummimodellen und Produktionsformen verwendet wird. Die Produktionsformen werden zum Gießen der endgültigen kommerziellen Miniaturen verwendet.

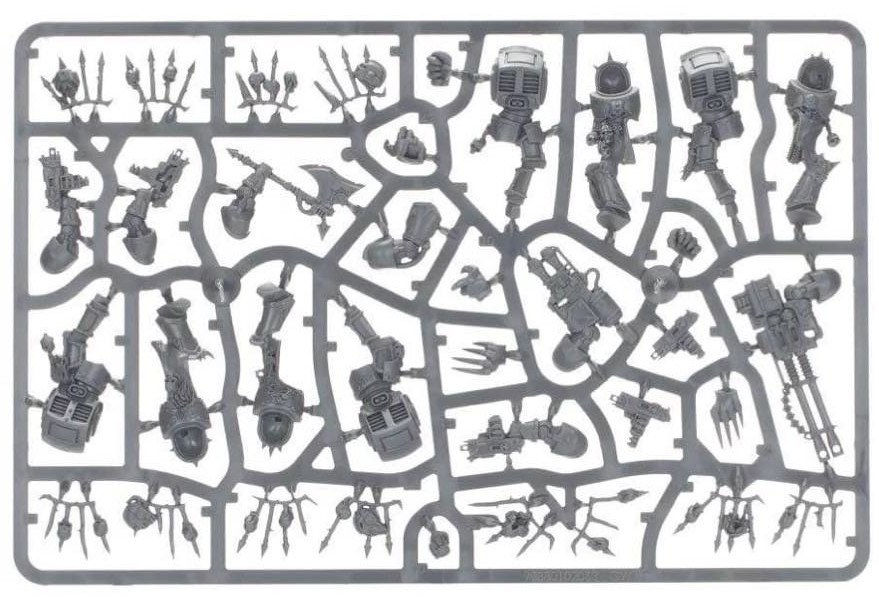
Einzelteile einer Miniatur aus Kunststoff im Gussrahmen

Miniaturen aus Polyethylen und Polystyrol werden im Spritzgussverfahren hergestellt. Eine Maschine erhitzt den Kunststoff und spritzt ihn unter hohem Druck in eine Stahlform. Durch die teuren Spritzguss-Werkzeuge aus Stahl, rechnet sich dieses Verfahren nur bei der Herstellung großer Mengen von Miniaturen, da die Kosten des Werkzeugs auf viele Miniaturen umgelegt werden können.
Bei Miniaturen die mittels 3D-Druck hergestellt wurden, hängt das Material von dem genutzten Filament ab.
Viele Miniaturenfirmen produzieren ihre Miniaturen nicht selbst, sondern überlassen die Herstellung spezialisierten Gießereien oder Miniaturenfirmen, die über Gießereien verfügen.

### Brettspielminiaturen
Brettspielminiaturen sind in der Regel so gestaltet, dass sie aus der Spielebox heraus direkt genutzt werden können, ohne dass sie zusammengebaut werden müssen. Daher sind die Miniaturen in Brettspielen oft aus einem Stück gegossen. Zusätzlich dürfen Brettspielminiaturen nicht so teuer sein wie Miniaturen für Tabletop-Spiele. Daher sind sie häufig aus günstigerem PVC. PVC hat den Vorteil, dass es durch seine Flexibilität in der Handhabung nicht so empfindlich ist. Dafür lässt PVC aber nicht den Detailgrad der anderen Materialien zu.

## Bemalung
Viele Tabletop-Spieler und Pen & Paper-Rollenspieler bemalen ihre Miniaturen. Brettspieler bemalen ihre Miniaturen selten, da zur Miniaturenbemalung zusätzlich zur Miniatur Farben, Pinsel, Werkzeug und weitere Ausrüstung notwendig sind, wobei es natürlich enthusiastische Brettspieler gibt, die auch die Miniaturen ihrer Brettspiele oder zumindest ihres Lieblingsspiels bemalen.

## Umbau
Spieler bauen ihre Miniaturen um, dass sie sich von den Standardminiaturen eines Herstellers unterscheiden oder um sie den Spielregeln anzupassen, falls ein Hersteller keine passende Miniatur in seiner Produktlinie hat.
Für den Umbau werden häufig Bauteile verschiedener Miniaturen kombiniert. Dabei ist der Umbau von Metallminiaturen schwieriger, als der Umbau von Kunststoff-Miniaturen. Mit Hilfe von Kleber oder einer Modelliermasse können beim Umbau auch Teile aus verschiedenen Materialien gemischt werden.
Einfache Arten eine Miniatur umzubauen sind der Tausche von Waffen oder das Benutzen anderer Köpfe. Außerdem kann einen Miniatur bewusst beschädigt werden um Kampfspuren darzustellen.